# Camp de la tela d'or

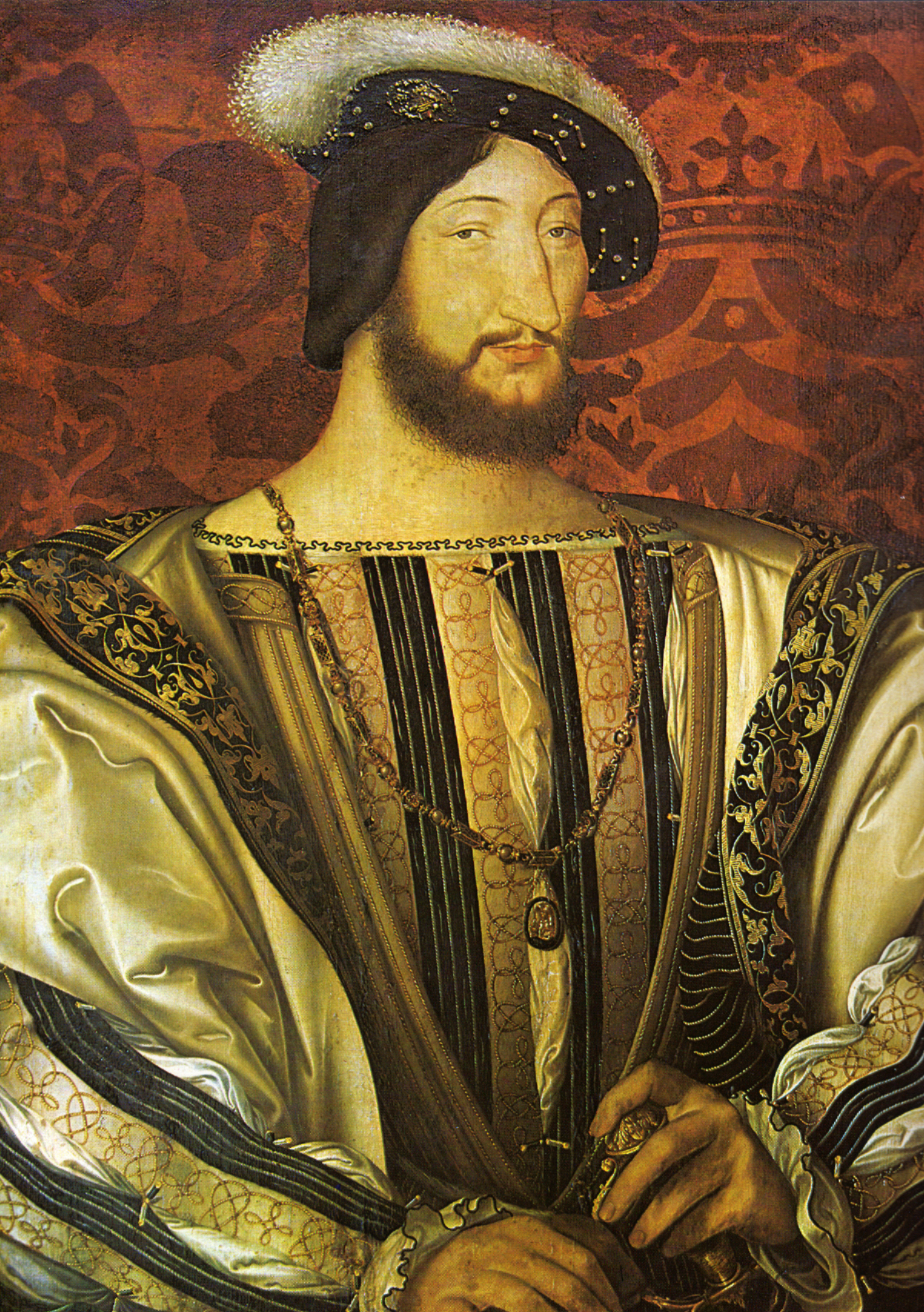
Francesc I de França.

Enric VIII d'Anglaterra.

S'anomena  Camp de la Tela d'Or, o també  Camp del Drap d'Or  a la trobada diplomàtica celebrada del 7 de juny al 20 de juny de 1520 entre el rei Francesc I de França i el rei Enric VIII d'Anglaterra, en els prats del territori francès de Balinghem, situats entre Guînes i Ardres, prop de Calais -sota domini anglès en aquells moments- amb la finalitat d'arribar a un acord que posés fi a les hostilitats entre els seus regnes, i alhora concertar una aliança per aturar l'avanç d'Espanya, governada per l'emperador Carles V d'Habsburg.
Es va recordar la trobada entre ambdós reis amb aquest nom, per raó de l'esplendor que va envoltar l'esdeveniment, els refinaments amb els quals ambdues corts van rivalitzar i les magnífiques gales amb què van adornar les tendes i casetes, amb domassos, daurats i draps brodats en or. Hi ha diversa bibliografia sobre aquesta reunió, com per exemple, la biografia sobre la Reina Caterina d'Aragó de Garrett Mattingly.
Tal com va passar en altres ocasions anteriors, Caterina, era reticent a una aliança entre el seu marit i França, i propiciava l'acostament d'Anglaterra amb l'Emperador, interès que al seu torn recolzaven els comerciants anglesos que venien llana als Països Baixos, que pertanyien a la corona de Carles. No obstant això, Caterina va acompanyar al rei Enric i la seva cort en la seva visita a França. A aquesta reunió també hi va assistir la que després seria la seva rival en el llit real, Anna Bolena, que llavors estava al servei, com a dama de companyia, de la reina francesa, Clàudia de França (filla de Lluís XII i consort de Francesc I).

## Context històric
Uns mesos abans de la celebració d'aquesta fastuosa trobada del Camp de la Tela d'Or, dins de les complexes relacions polítiques entre els regnes europeus del Renaixement, el poderós emperador del Sacre Imperi Romanogermànic i rei d'Espanya, Carles V, havia anat a Anglaterra a conèixer a la seva tia Caterina d'Aragó (ja llavors casada amb Enric VIII), (era tia seva per via matrilineal).
Carles V era net dels Reis Catòlics, Ferran II d'Aragó i Isabel I de Castella, ja que era el fill de la reina Joana I de Castella (també coneguda com a Joana la Boja) i de Felip I de Castella (Felip el Bell). Joana amb el seu espòs Felip d'Habsburg, era la legítima hereva, dels regnes de Castella, d'acord amb el que havia disposat la seva mare Isabel al seu testament. Després de la mort d'Isabel, Ferran, que havia de cedir la corona castellana a la seva filla Joana, va lluitar amb el seu gendre per retenir el poder. Després de la mort de Felip, es va declarar a Joana incapaç de regnar recuperant Ferran el poder, que després va recaure en el seu net Carles.
Durant els anys que van precedir aquesta trobada entre ambdós regnes, el que va esdevenir a la península Ibèrica va afectar indirectament les relacions polítiques d'Aragó tant amb l'Anglaterra dels Tudor com amb la França de Lluís XII, influint significativament en el fet de dur a terme el matrimoni de l'hereu de la corona anglesa, Enric Tudor (després Enric VIII) amb la filla de Ferran d'Aragó, Caterina, que es trobava a Anglaterra des del 1501, any en què s'havia casat amb el primogènit d'Enric VII, Artur, que va morir sis mesos després del casament, el 1502.